# Xã West Dolan, Quận Cass, Missouri
Xã West Dolan (tiếng Anh: West Dolan Township) là một xã thuộc quận Cass, tiểu bang Missouri, Hoa Kỳ. Năm 2010, dân số của xã này là 861 người.